# 巴黎政治学院
巴黎政治学院（簡稱 Sciences Po）是一所位於法國的研究型大學，1871年普法战争结束后由埃米尔·布特米等创立，經法國國民教育和青年部認可得以獨立頒發學位。根据QS世界大學排名2020年报告，其国际關係和政治专业为欧洲大陆第一，全球第二，僅次於哈佛大學，法律和社会学为全法第二，历史学及经济学为全法第三及第四。该校學生录取率极低，常年保持在10%以下（低至4%）。对于国际考生学校设有特殊的录取流程，需要提交至少两封推荐信来证明学生的学术能力后方能提交申请。巴黎政治学院设有12个研究中心，在政治学、经济学、法学、社会学和历史学领域享有盛誉，與巴黎高等商業研究學院以及法国国家行政学院並稱為法国政商界领袖的三大摇篮。
法文校名“Sciences Po”，源自其旧名“巴黎自由政治学堂”（L'École Libre des Sciences Politiques），也有人认为是1945年与巴黎大学整合后的名字“巴黎大学政治科学院”（Institut d'Études Politiques de Paris）的缩写。巴黎政治大学至今共培养了29位法国和法语系国家的总统及总理（包括二战后 8 位法国总统中的 6 位：如前总统希拉克，奥朗德和现任总统马克龙以及14位法國總理：如現任總理加布里埃爾·阿塔爾）。著名校友还包括联合国秘书长加利，4位国际货币基金组织总裁，两位欧洲议会主席，现代奥林匹克之父顾拜旦，罗斯柴尔德家族现任掌门人金融大亨大卫·罗斯柴尔德，时尚大师克里斯汀·迪奥，当代世界文学大师马塞尔·普鲁斯特及无数跨国集团CEO等。

## 簡介
大學部分布在7个不同的校区，学生不分专业，教学属于通识教育目的是让学生广泛涉猎不同学科的知识，打开眼界。本科阶段面对全球招生，教授的学科包括政治学，法律，经济学，历史学以及社会学，学生还会得到学习方法的培训。巴黎政治大学对语言能力要求很高，除掌握英法两种语言作为毕业的必须条件外，还鼓励学生学习第三门外语。第三年学校有硬性规定，需要到国外交流或者实习，旨在扩大學生国际视野，交流院校包括倫敦政治經濟學院、哈佛法学院、耶鲁大学等著名大学。該校大學部与其他大学设有双学位项目，如加州大學柏克萊分校、哥伦比亚大学、香港大学、新加坡国立大学等著名大学。

### 校區
7个校区分布在法國全国7个不同的城市，在通识教育的基础上，每个校区都有各自偏重的地区性问题研究方向：
| 校区         | 研究方向       | 原文                                                 |
| ------------ | -------------- | ---------------------------------------------------- |
| 第戎校区     | 中欧和东欧     | Campus européen-Europe centrale et orientale à Dijon |
| 勒阿弗尔校区 | 欧洲和亚洲     | Campus Europe-Asie au Havre                          |
| 芒东校区     | 中东和地中海   | Campus Moyen-Orient Méditerranée à Menton            |
| 南锡校区     | 法国和德国     | Campus européen franco-allemand à Nancy              |
| 普瓦捷校区   | 欧洲和拉丁美洲 | Campus euro-latino-américain à Poitiers              |
| 兰斯校区     | 欧洲和北美     | Campus euro-américain à Reims                        |
| 兰斯校区     | 欧洲和非洲     | Campus de Reims                                      |

### 開設課程
硕士阶段设有多个专业，公共关系与传播 （公共关系与传播学院），法学院 （页面存档备份，存于）的经济法专业，司法和法律职业专业，欧洲事务 ，公共事务 ， 新闻学（新闻学院  （页面存档备份，存于）），经济与公共政策，金融和策略，人力资源 ，城市管理，市场营销与调研 ，城市管理与土地规划 ，一个公共事务硕士 （MPA）  （页面存档备份，存于）课程。
2010年，在整合了多个专业后，建立了巴黎国际事务学院 （页面存档备份，存于），提供9个专业，主要集中在可持续发展，能源，环境保护，国际安全，人权，国际关系，国际政治，经济，公共管理领域。
巴黎政治學院的博士學位共有5个方向：法学、政治学、经济学、社会学、历史学。选择政治学、历史学和经济学的博士生还可以选择国际关系做为辅修。学校同时还接受这些专业的硕博连读。

### 學校成員
巴黎政治學院在校学生近14000人，外国学生占46%，分别来自全世界150多个不同的国家。此外該校每年还为7000多名企业或公共行政部门管理人员举办职业培训班。該校师资包括专职教师（大学教授和副教授）和大学研究机构的学者，或企业、国际组织和国家或地区公共行政部门专业人士担任的兼课教师。

### 申請流程
巴黎政治學院的申請極為嚴格，本科常年保持約6%～9%。法語高中體系必須經過Parcoursup進行申請。其餘國際學生須透過該校自行設計的申請管道進行申請。申請作文總共有三篇強制性和四篇選擇性，以及一篇可以從四個題目中選擇的強制性長篇作文。光申請所需書寫的材料就超過兩萬字元，遠高於世界上多數本科申請。申請問題通常緊貼時事，如2024年入學的一篇強制問題為「你被隨機篩選為2024年夏季奧林匹克運動會或2024年夏季帕拉林匹克運動會開幕演講者，請開始你的演講。」
篩選流程總共分為四個階段，分別為1.標準考試成績 2.高中平均成績 3.申請作文 4.面試。每個部分各占20分，並由巴黎政治大學對學生多輪評分。當前三個階段（共60分）超過45分時，申請者將被選入第四，也是最後一個申請階段，面試。
面試共分為三個部分，第一部分為自我介紹和簡單陳述自己的背景，第二部分面試官將會提供兩張政治或歷史相關的照片請面試者進行背景分析並陳述該事件對未來的影響。第三階段將會讓面試者有機會向面試官表達申請該科系、分校的原因。
四輪篩選後共80分，巴黎政治大學將排序選擇錄取學生。

### 國際交流
巴黎政治学院与全球470多所大学签有校际合作协议，合作方式包括互派交流生和访问学者，开办双学位课程，课题研究合作等。根据这些协议，学士，硕士以及博士阶段的学生可以到国外合作院校读进行交流。

### 出版事業
巴黎政治学院图书馆是欧洲大陆藏书量前幾豐富的人文社会科学图书馆，2010年共有图书超过100万册，1万5千多种期刊，140万可下载资料，40个数据库和2000多种电子期刊。巴黎政治学院出版社出版杂志6種、发行750餘本图书、年新书約30本，對法国社会与人文科学领域有相當貢獻。

## 历史
巴黎政治大学的校名有三个，历史上设立于1872年的巴黎政治自由学堂（L'École Libre des Sciences Politiques）、1945年设立的国家政治科学基金会和教学实体巴黎政治学院（Institut d'Études Politiques de Paris）。后两者今合称“巴黎政治大学（Sciences Po）”。
1872年-1945年

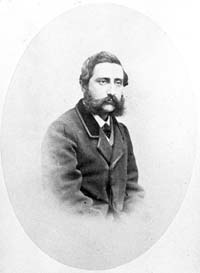
埃米尔·布特米

巴黎政治大学源于1872年设立的巴黎政治自由学堂，創始成員包括依波利特·阿道尔夫·丹纳、歐內斯特·勒南、Albert Sorel、Paul Leroy Beaulieu和弗朗索瓦·基佐等。领导者是埃米尔·布特米（Émile Boutmy）。
1945年至今
巴黎政治大学（Sciences Po）由国家政治科学基金会（Fondation nationale des sciences politiques）和巴黎政治学院（Institut d’études politiques de Paris）合併成立。

### 現況
2007年9月，法国矿业学院进行的年度高等教育调查中，巴黎政治大学排名第八位，在牛津大学和剑桥大学之前。2008年，巴黎政治大学排名第11位，排在牛津大学之后，随后是美国的耶鲁大学。

### 法国的政治科学院
巴黎政治大学是法国政治学院（Institut d'Études Politiques, IEP）系统的模型。从1945年开始，在戴高乐将军的倡导下，各地方大学内部开设其他政治学院, 共设立了8所。根据他们也通常称为“IEP”，后面加上城市名称。
在戴高乐将军的倡导下，各地方大学内部开设其他政治学院有如下几所：
- 斯特拉斯堡政治學院 （1945）
- 波尔多政治学院 （1948）
- 格列诺布政治学院 （1948）
- 里昂政治学院 （1948）
- 图卢兹政治学院 （1948）
- 埃克斯普罗旺斯政治学院 （1956）
- 里尔政治科学院 （1991）
- 雷恩政治科学院 （1991）

每年都要在9所地方政治学院中的一所所在的城市组织一项他们之间的体育或文化活动（称为 Crit），以加强各政治学院之间的联系。

## 巴黎政治大学校友
巴黎政治大学目前在世的校友共有5万3千名，众多校友在企业，政府，国际组织，媒体，研究以及艺术和文学方面获得了不錯的成就。巴黎政治大学校友会l'Association des Sciences Po （Sciences Po Alumni）在学校成立3年后也就是1875年就成立. 目前巴黎政治大学校友会共有8000多会员，分布在世界各地。每年举办超过100项活动，成为连接巴黎政治大学与学子之间的溝通桥梁，他们也为学校的发展做出了贡献。
巴政的校友集中了各行各业的精英，主要集中在政府、外交、国际与欧洲事务等领域，同时也在文学艺术方面也富有影响力，其中最有影响力的要数马塞尔·普鲁斯特和克里斯蒂安·迪奥。

### 华人校友
- 陈季同，清末著名外交官，维新运动主要人物，日据时代初期台湾民主国外務大臣，在南京任清政府新闻与翻译主管。
- 马建忠，李鸿章幕僚，清政府高级官员，维新运动主要人物，汉语学者。
- 方镇中， 1928年在李大钊介绍来法国，1931年毕业于巴黎自由政治学堂, 曾担任黄埔军校少将教官及政治部执行副主任，以及国立河南大学法学院院长等职，其女方奇峰是当代著名作家笔名桑叶。
- 陈寅恪，民國時期历史学家、古典文学研究家、语言学家，中華民國中央研究院院士。
- 王景岐，中華民國外交官，曾擔任中華民國駐瑞典、波蘭公使。

### 政治家

#### 世界
2004年在任的国家元首中，至少有3名曾经就读于巴黎政治大学： 法国总统希拉克，喀麦隆和斯里兰卡。
- 鲍尔·比亚，喀麦隆主席
- 米歇尔·康居，前国际货币基金组织主席
- 尼科尔·方丹，前欧洲议会主席
- 西蒙娜·韦一，前欧洲议会主席
- 让·皮埃尔·蓝峰，前国际展览局主席

#### 法国
在法兰西第五共和国，歷任八位总统中有六位是巴黎政治大学毕业的。
| 法国总统 | 法国总理 |
| --- | --- |
| - 埃瑪紐耶爾·馬克宏，自2017年起 - 弗朗索瓦·奥朗德（2012-2017） - 尼古拉·萨科齐（2007-2012） - 雅克·希拉克（1995-2007） - 弗朗索瓦·密特朗（1981-1995） - 乔治·蓬皮杜（1969-1974） - 阿兰·波埃尔（1969；1974） | - 加布里埃尔·阿塔尔 (2024- ) - 爱德华·菲利普（2017-2020） - 弗朗索瓦·菲永（2007-2012） - 多米尼克·德维尔潘（2005-2007） - 利昂内尔·若斯潘（1997-2002） - 阿兰·朱佩（1995-1997） - 爱德华·巴拉迪尔（1993-1995） - 米歇尔·罗卡尔（1988-1991） - 雅克·希拉克（1986-1988；1974-1976） - 洛朗·法比尤斯（1983-1986） - 雷蒙德·巴雷（1976-1981） - 雅克·沙邦-戴尔马（1969-1972） - 莫里斯·庫夫·德·默維勒（1968-1969） - 米歇尔·德勃雷（1959-1962） |

作家
- 马塞尔·普鲁斯特，小说家
- Roger Peyrefitte，小说家
- 朱利安·格拉克，小说家

学术界
- Louis Chauvel,Professor at Sciences Po （in French: Louis Chauvel）

文化界
- 克里斯汀·迪奧，国际潮流设计师
- Léo Ferré，歌唱家，作词家
- Anne Roumanoff，喜剧演员 （法文介绍： Anne Roumanoff）
- Jean Loh（尚陆），摄影收藏家，评论家，策展人
- 埃里克·澤穆爾, 作家，記者，政治评论家，2022年法國總統大選侯選人

体育界
- 皮埃尔·德·顾拜旦，现代奥运会奠基人。

## 相關文獻
- Richard Descoings, Sciences Po. De la Courneuve à Shanghai 戴國安, préface de René Rémond, Presses de Sciences Po, Paris, 2007 （ISBN 2-7246-0990-5）
- Jacques Chapsal, « L'Institut d'études politiques de l'Université de Paris », Annales de l'Université de Paris, n° 1, 1950
- « Centenaire de l'Institut d'études politiques de Paris （1872–1972） », brochure de l'Institut d'études politiques de Paris, 1972
- （页面存档备份，存于） （页面存档备份，存于）, A Sciences-Po, les voyages forment la jeunesse, Monde Diplomatique, Février 2006
- Pierre Favre, Cent dix années de cours à l'École libre des sciences politiques et à l'Institut d'études politiques de Paris （1871–1982）, thèse de doctorat, 2 volumes, 1986
- Gérard Vincent, Sciences Po. Histoire d'une réussite, Orban, Paris, 1987
- Marie-Estelle Leroty, L'Enseignement de l'histoire à l'École libre des sciences politiques et à l'Institut d'études politiques de l'Université de Paris de 1943 à 1968, mémoire de diplôme d'études approfondies dirigé par Jean-François Sirinelli, Institut d'études politiques de Paris, 2000
- Anne Muxel （direction）, Les Étudiants de Sciences Po, Presses de Sciences Po, Paris, 2004, ISBN 2-7246-0937-9 : Résultats d'une grande enquête menée en janvier 2002 auprès des élèves par le Cevipof
- Comité national d'évaluation des établissements publics à caractère scientifique, culturel et professionnel, Rapport d'évaluation de l'Institut d'études politiques de ParisPDF, septembre 2005
- Cyril Delhay, Promotion ZEP. Des quartiers à Sciences Po, Hachette, Paris, 2006, ISBN 2-01-235949-3